# Gordon Smith
Pour les articles homonymes, voir Gordon Smith (homonymie).
Gordon Harold Smith, né le 25 mai 1952 à Pendleton (Oregon), est un homme politique américain, membre du Parti républicain et Sénat des États-Unis pour l'Oregon de 1997 à 2009.

## Biographie
Gordon Smith est né le 25 mai 1952 à Pendleton dans l'Oregon et a grandi à Bethesda dans le Maryland.
Après le lycée, il part pendant deux ans en Nouvelle-Zélande comme missionnaire de l'Église de Jésus-Christ des saints des derniers jours.
De retour au pays, il poursuit ses études de droit à l'université du Sud de la Californie.
Il commence sa carrière d'avocat au Nouveau-Mexique puis en Arizona avant de revenir dans les années 1980 en Oregon comme directeur d'une entreprise alimentaire.

### Carrière politique
En 1992, Smith commence une carrière politique en étant élu au Sénat de l'État de l'Oregon dont il prend la présidence en 1995.
En janvier 1996, il tente de se faire élire au Sénat des États-Unis lors d'une élection partielle, mais il est battu par le démocrate Ron Wyden. Il se présente pour l'autre siège de sénateur au mois de novembre 1996. Il est alors le premier candidat à concourir pour deux sièges de sénateur fédéral la même année. Il est élu sénateur avec près de 50 % des voix et succède au titulaire républicain, Mark Hatfield.
Il est réélu en 2002 avec 56 % des suffrages. Il remporte alors l'ensemble des comtés de l'Oregon, à l'exception du comté de Multnomah qui inclut la ville de Portland.
En 2004, un an après le suicide de son fils, le Garrett Lee Smith Memorial Act est ratifié par le président George W. Bush, promulguant un programme de 82 millions de dollars sur la prévention du suicide des jeunes.
Le 13 juin 2005, Smith est l'un des 17 sénateurs qui refusent de soutenir une résolution du Sénat s'excusant auprès de la communauté noire pour avoir refusé de légiférer sur le lynchage dans les années 1920 et 1940.
Il est candidat à un troisième mandat en 2008. Smith est jusqu'au mois de septembre au coude-à-coude avec le démocrate Jeff Merkley dans les enquêtes d'opinions. Dans un État de plus en plus démocrate, il est entraîné par l'impopularité du président Bush et est distancé dans les sondages quelques semaines avant l'élection,. Durant la campagne, il n'hésite pas à mettre en avant sa proximité avec Barack Obama sur certains sujets. Certains républicains craignent que cette stratégie lui fasse perdre des voix au profit de David Brownlow, candidat conservateur du Parti de la Constitution. Le 4 novembre 2008, Smith est battu avec 45,6 % des voix contre 48,9 % pour Merkley ; Brownlow obtient 5 % des suffrages.

### Après la politique
Après sa défaite, il rejoint le secteur privé et préside la National Association of Broadcasters. Parallèlement, il occupe des responsabilités au sein de l'Église mormone et reste actif sur les questions liées à la santé mentale et au suicide des jeunes.

## Positions politiques
En 2005, l'analyse de ses votes indique que Gordon Smith est le modèle type du sénateur centriste. Il est souvent considéré comme l'un des sénateurs républicains les plus modérés.
Bien qu'ayant voté pour l'invasion de l'Irak, il se montre par la suite critique vis-à-vis de la guerre. Il est favorable aux énergies renouvelables. Il dépose à plusieurs reprises avec Edward Moore Kennedy un projet de loi pour étendre la qualification de crime de haine aux crimes fondés sur l'orientation sexuelle.

## Vie privée
Gordon Smith est marié à Sharon. Ils adoptent ensemble trois enfants. En 2003, la veille de son 22e anniversaire, leur fils Garrett se suicide après des années de dépression.
Gordon Smith est membre de par sa mère de la famille Udall (en), parfois considérée comme la famille Kennedy de l'Ouest. Il est ainsi le cousin des sénateurs démocrates Mark Udall et Tom Udall.